# (1279) Uganda
(1279) Uganda es un asteroide perteneciente al cinturón de asteroides descubierto por Cyril V. Jackson desde el observatorio Union de Johannesburgo, República Sudaficana, el 15 de junio de 1933.

## Designación y nombre
Uganda recibió al principio la designación de 1933 LB.
Más tarde se nombró por Uganda, un país de África.

## Características orbitales
Uganda está situado a una distancia media del Sol de 2,369 ua, pudiendo alejarse hasta 2,87 ua y acercarse hasta 1,867 ua. Su inclinación orbital es 5,727° y la excentricidad 0,2118. Emplea 1332 días en completar una órbita alrededor del Sol.